# Заявка Баку на проведение Летних Олимпийских игр 2020
Баку 2020 (азерб. Bakı 2020) — заявка на проведение летних Олимпийских игр 2020 года, поданная Национальным олимпийским комитетом Азербайджана 1 сентября 2011 года. Заявки также подали Доха, Стамбул, Мадрид, Рим (который позже снял свою заявку) и Токио, который и стал принимающим городом.

## История

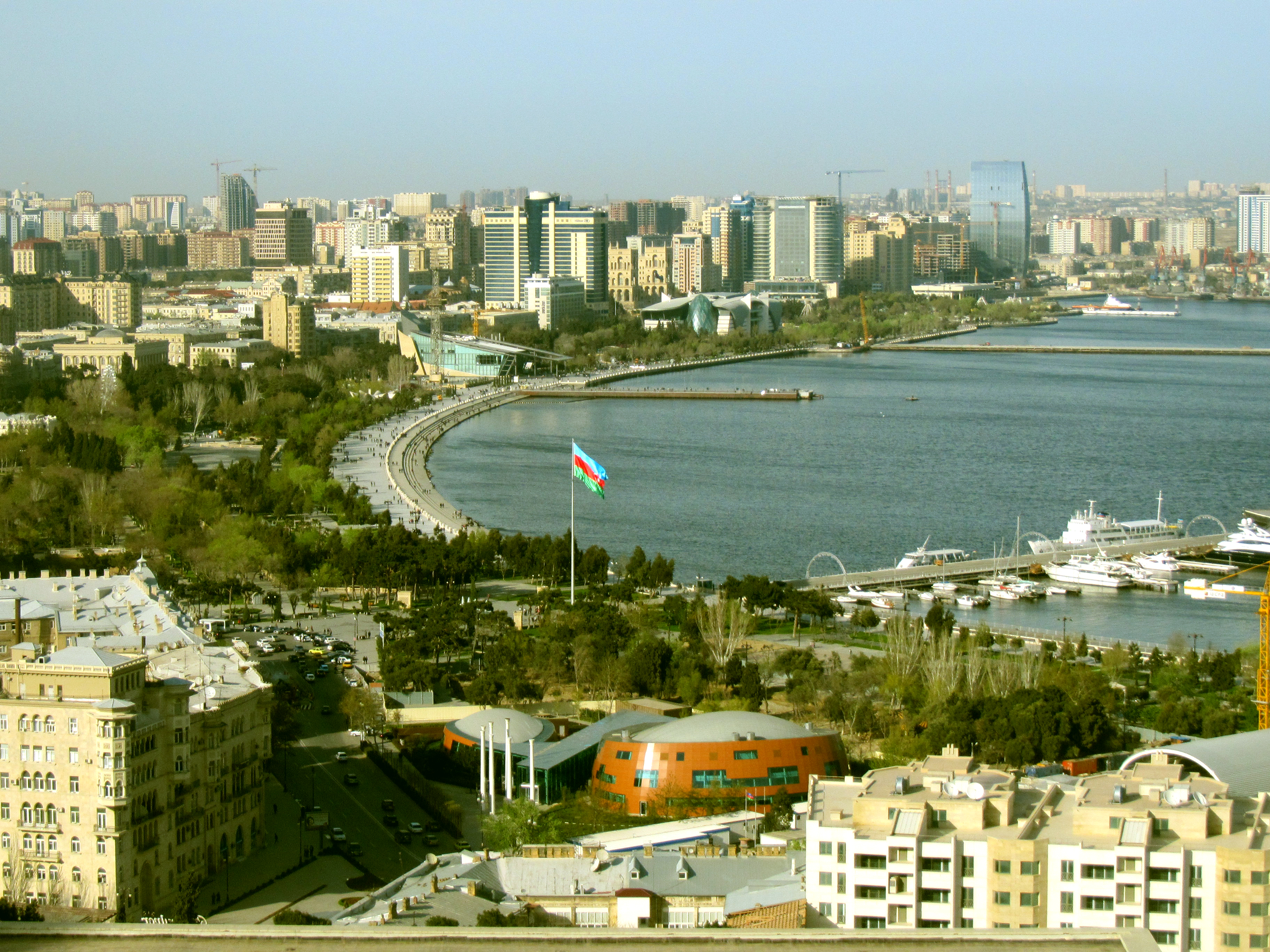
Вид на Бакинскую бухту

1 сентября 2011 года было объявлено, что Баку подал заявку на проведение Олимпийских игр 2020 года. Баку ранее претендовал на проведение летних Олимпийских игр 2016 года, но не смог стать кандидатом в финальном голосовании, а в итоге эти игры принял Рио-де-Жанейро. Заявка Баку на 2020 год была для города второй по счёту. 13 сентября 2011 года было объявлено, что заместитель премьер-министра Азербайджана Якуб Эюбов станет послом заявки «Баку-2020». Министр молодёжи и спорта Азад Рагимов также сообщил, что Баку будет готов к проведению ОИ-2020 к 2016 году, сославшись на то, что к этом времени будет построена большая часть олимпийских объектов: на тот момент уже строился Олимпийский стадион, а также Олимпийский комплекс, который будет включать в себя бассейн. 20 октября 2011 года Олимпийский комитет России официально заявил о поддержке бакинской заявки.
В своей кампании по проведению летних Олимпийских игр 2020 года заявочный комитет назначил три ведущих международных агентства: pmplegacy, Burson-Marsteller и Adore Creative в ноябре 2011 года. Позже в том же месяце заявочный комитет назначил Кенуль Нуруллаеву генеральным директором заявочного комитета Баку-2020. Оргкомитет Баку-2020 нанял команду экспертов, чтобы помочь им с их заявкой. Один из нанятых ими экспертов — Боб Элфинстон, который был генеральным менеджером успешной заявки Сиднея на проведение летних Олимпийских игр 2000 года. В декабре 2011 года «Баку-2020» обнародовал логотип своей заявки. Логотип вдохновлен коврами, которые являются важным продуктом, который обычно производится в Азербайджане. Девиз заявки — «Вместе мы можем».
Перед началом зимних юношеских Олимпийских игр 2012 года организационный комитет Баку-2020 сообщил об открытии нового горнолыжного курорта в Азербайджане, ставший одним из крупнейших в стране. Генеральный директор заявочного комитета Кенуль Нуруллаева заявила, что это подготовит азербайджанских спортсменов к участию на зимних юношеских ОИ-2016 и на Зимних играх в будущем. Президент Азербайджана Ильхам Алиев также объявил 2012 год годом спорта, который будет способствовать развитию Олимпийского движения в стране, а также продвижению олимпийской заявки Баку.
Заявка получила большую поддержку общественного мнения: опрос, проведённый в декабре 2011 года, показал, что 95 % населения Азербайджана поддерживают заявку, а 93 % считают, что проведение Олимпийских игр положительно скажется на развитии спорта в Азербайджане.
Баку подал заявочную книгу в МОК 1 февраля 2012 года, в этом же месяце Милли Меджлис проголосовал за одобрение заявки. 14 февраля заявка была представлена в штаб-квартире МОК в Лозанне.
В марте 2012 года было объявлено, что Азербайджан и Грузия заинтересованы в совместном проведении. Азербайджан решил сосредоточить свое внимание на заявке Баку на Олимпийские игры. В результате Грузия подала заявку на проведение Евро-2020.
В апреле 2012 года заявочный комитет Баку-2020 нанял Helios Partners в качестве консультанта по торгам. Helios Partners была настроена работать с заявкой Рима на 2020 год, но ранее предложение было отозвано. Компания Helios Partners сыграла свою роль в выигравших тендера Сочи и Пхёнчхана на игры 2014 и 2018 годов соответственно.

### Перспективы, заключение и будущее
Баку выбыл из списка городов-кандидатов 23 мая 2012 года, когда МОК утвердил финальный список для голосования. После того, как Баку не смог стать кандидатом, Азербайджан объединил свои усилия с соседней Грузией в попытке провести Евро-2020. Однако этот план провалился, когда УЕФА объявил, что Евро-2020 будет проходить по всей Европе в нескольких странах, а матчи планируют провести и на Бакинском олимпийском стадионе. Было заявлено, что Баку снова подаст заявку на участие в летних Олимпийских играх 2024 года.
Позднее Баку в 2015 году стал первым городом, где прошли первые в истории Европейские игры.
В итоге Токио был избран городом-организатором летних Олимпийских игр 2020 года на 125-й сессии МОК в Буэнос-Айресе.

## Опыт Баку в принятии международных соревнований
В городе проводилось множество спортивных мероприятий: чемпионат Европы по художественной гимнастике в 2007 и 2009 годах, чемпионат мира по художественной гимнастике в 2005 году, чемпионат мира по борьбе FILA в 2007 году и чемпионат Европы по борьбе 2010 года, чемпионат мира по боксу среди любителей 2011 года, женский кубок вызова 2009 года и чемпионат Европы по тхэнвондо в 2007 году.. С 2011 года в городе ежегодно проводится теннисный турнир WTA под названием «Кубок Баку». Город принимал чемпионат мира по футболу среди девушек до 17 лет, а также конкурс песни Евровидение-2012.

### Объекты

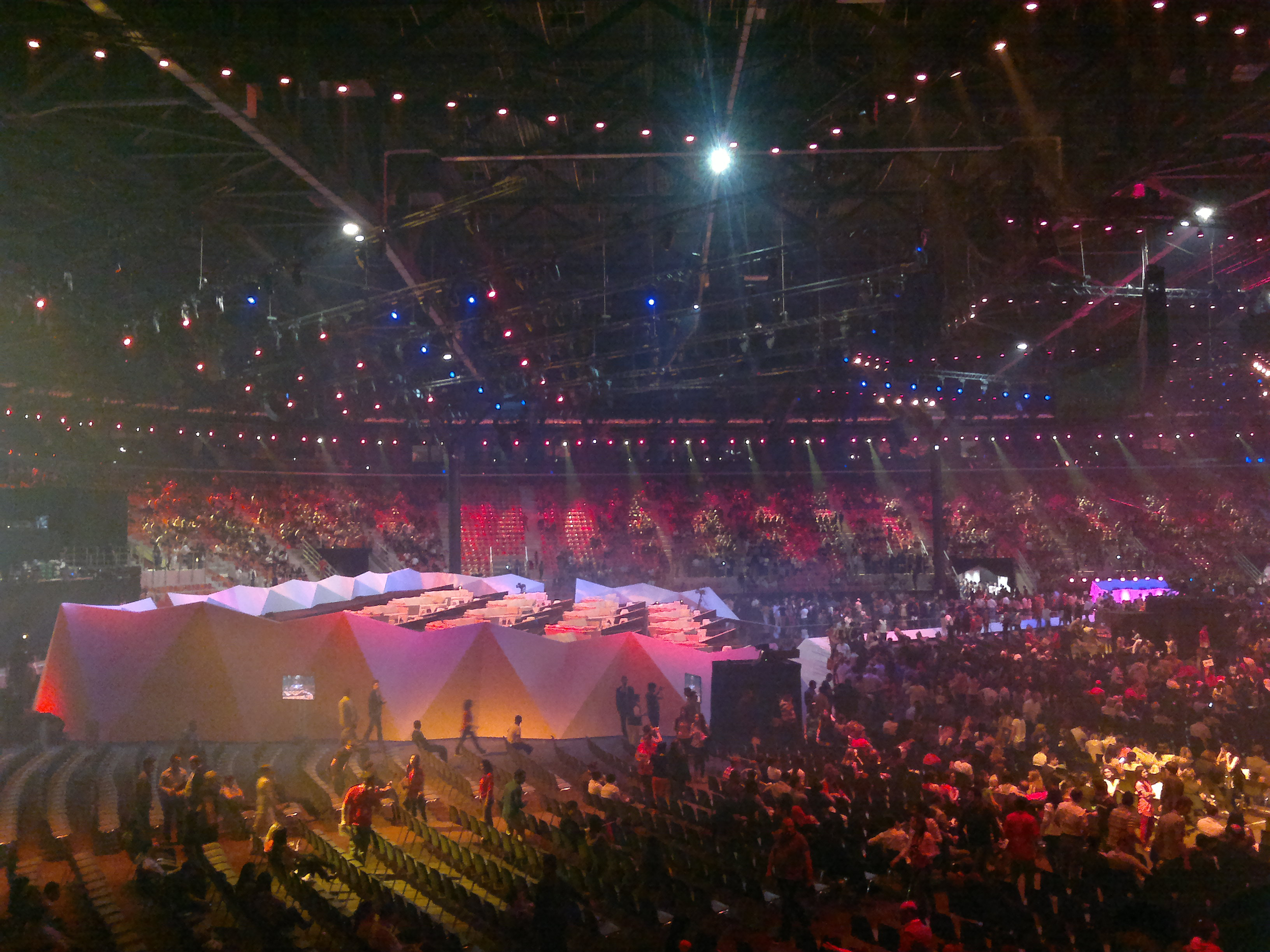
Бакинский кристальный зал, где планировались соревнования по дзюдо и спортивной борьбе

В заявке 2016 года их предложения по месту проведения получили низкие оценки из-за отсутствия в Баку достаточных спортивных сооружений в то время. Заявка Баку на 2020 год состояла из концепции четырёх кластеров, включающих соревновательные и неконкурентные объекты. Бакинский олимпийский стадион, который планировался как главная арена игр, построен в 2015 году, а его вместимость составляет почти 70 тысяч человек. Баку также приступил к строительству хоккейной арены, арены для борьбы, а также тренировочного центра. В Баку также строится новый центр водных видов спорта. После неудачной заявки на проведение игр в 2016 году город вложил значительные средства в строительство новых спортивных объектов, которые можно будет использовать во время Олимпийских игр.

### Условия проживания гостей
В период с мая 2011 по май 2012 года в Баку открылось восемь пятизвёздочных гостиниц.